# Annur-Moschee

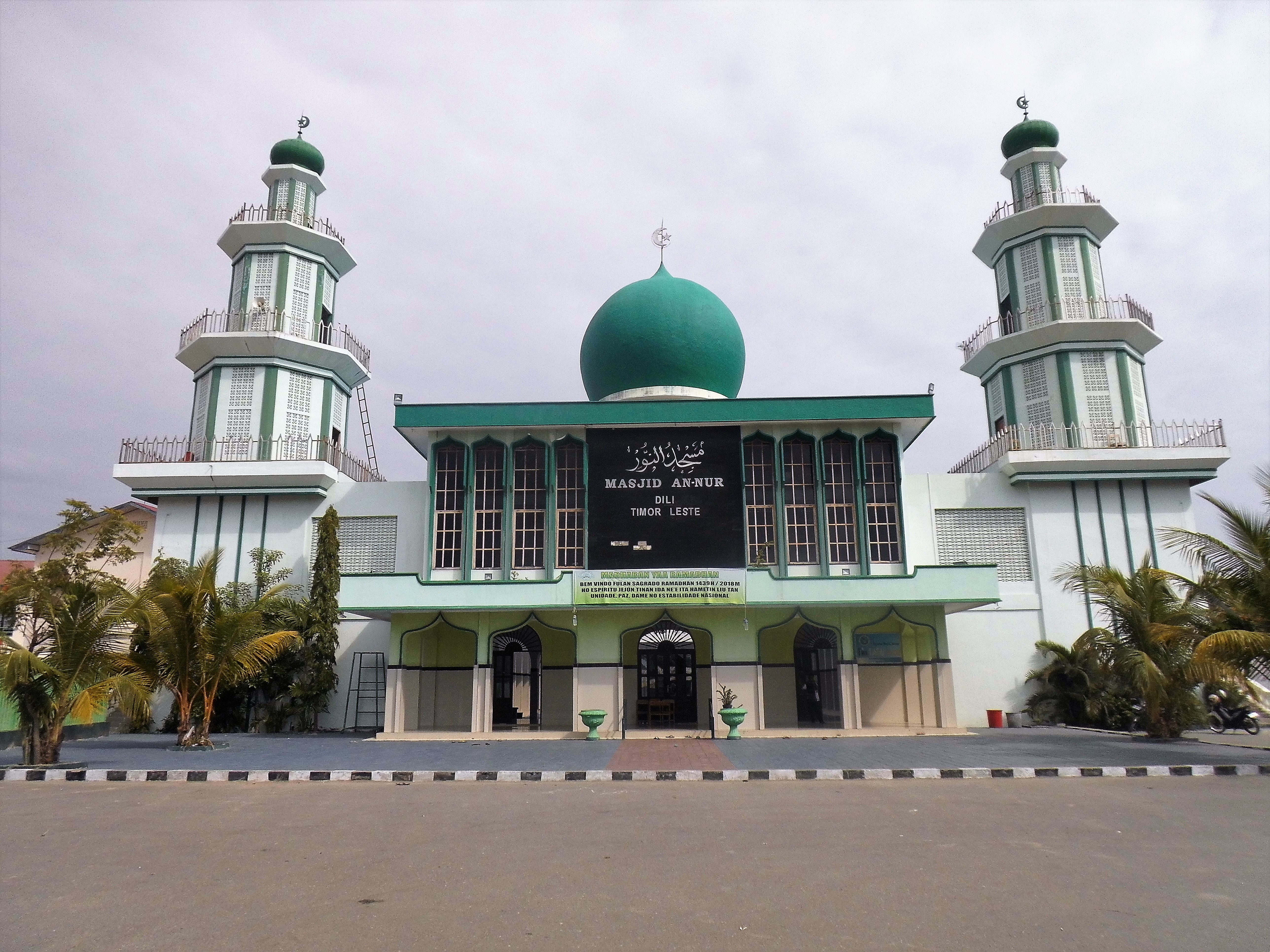
Die Annur-Moschee von Dili

Die Annur-Moschee (An'nur Moschee, Masjid Annur, An-nur Moschee, wörtlich Licht-Moschee) ist die größte Moschee in Osttimor. Sie befindet sich in Dilis Stadtteil Kampung Alor, dem ehemaligen Stadtviertel der arabischen Minderheit Osttimors. In Dili leben etwa 1700 Muslime. Imam ist Julio Muslim António da Costa (Stand 2018).

## Gebäude

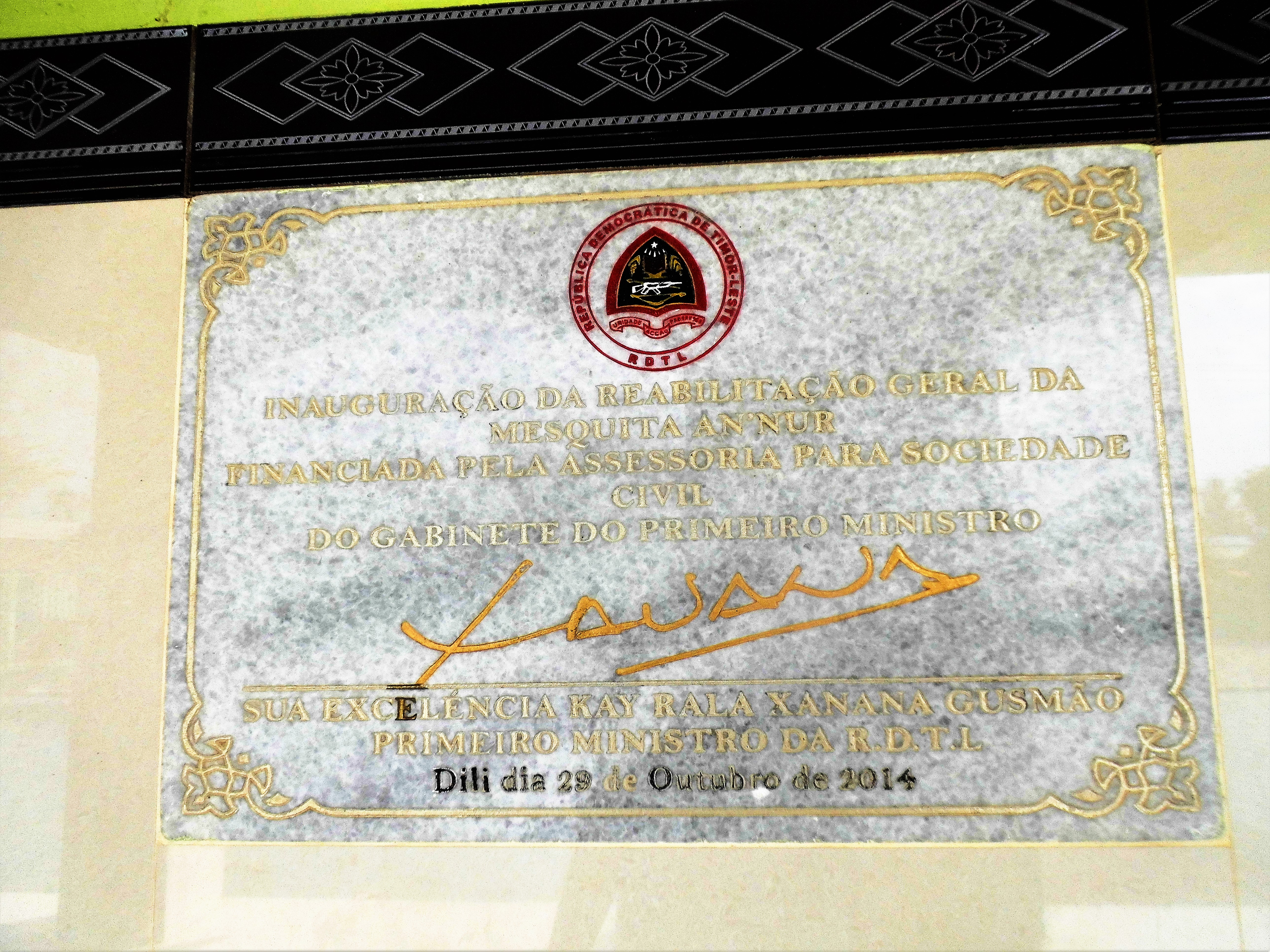
Plakette zum Gedenken der Wiedereröffnung nach der Renovierung 2014

Das zweistöckige Gebäude war ursprünglich weiß und wurde von einer kupferfarbenen, kugelförmigen Kuppel gekrönt. Zwischen 2008 und 2013 wurden an den beiden Außenseiten jeweils ein Minarett hinzugefügt und die gesamte Moschee in verschiedenen Grüntönen gestrichen. Zu dem großen Komplex gehört auch eine Schule und daneben ein Mädcheninternat.

## Geschichte
1940 begann die arabische Minderheit mit dem Bau des ersten Moscheegebäudes. Der apostolische Administrator Jaime Garcia Goulart spendete dafür Ziegelsteine und besuchte später, wie auch Nachfolger von ihm, die Moschee an muslimischen Feiertagen. Der heutige Bau stammt aus dem Jahr 1981. Das Land stiftete Azan bin Umar Al-Katiri.
Während der indonesischen Operation Donner 1999 und den Unruhen von 2006 diente die Moschee als Zufluchtsstätte für Flüchtlinge. Sie wurden in den Klassenräumen der Schule untergebracht.
Im Dezember 2002 wurde die Moschee von Demonstranten angezündet, die gegen Premierminister Alkatiri protestierten, der muslimischen Glaubens ist. Dilis Bischof Basílio do Nascimento bat die Muslime dafür um Entschuldigung.
Auch bei den Ausschreitungen nach den Parlamentswahlen 2012 versuchten einige Demonstranten die Moschee zu beschädigen. 16 von ihnen wurden von der Polizei verhaftet.

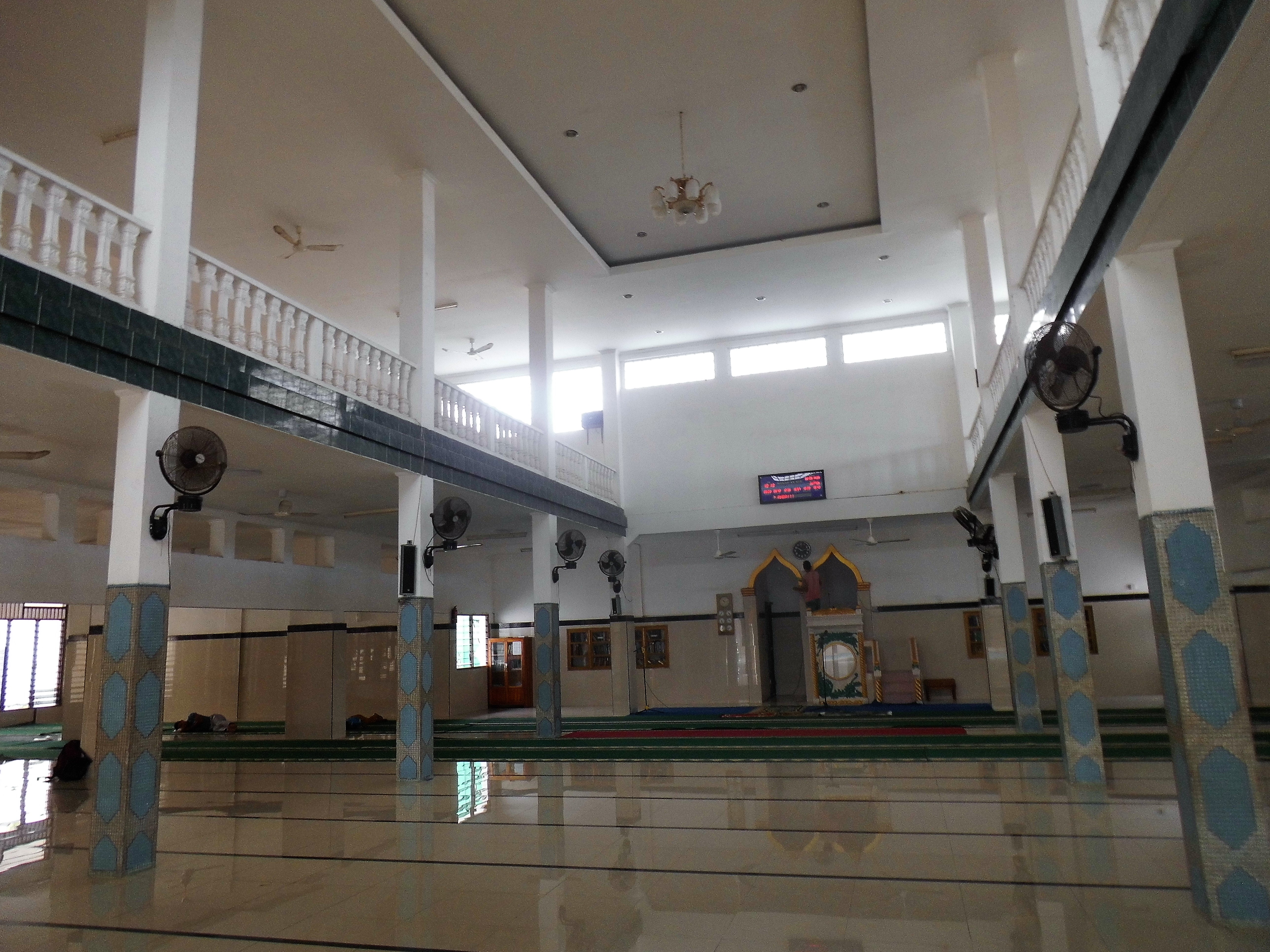
Gebetsraum
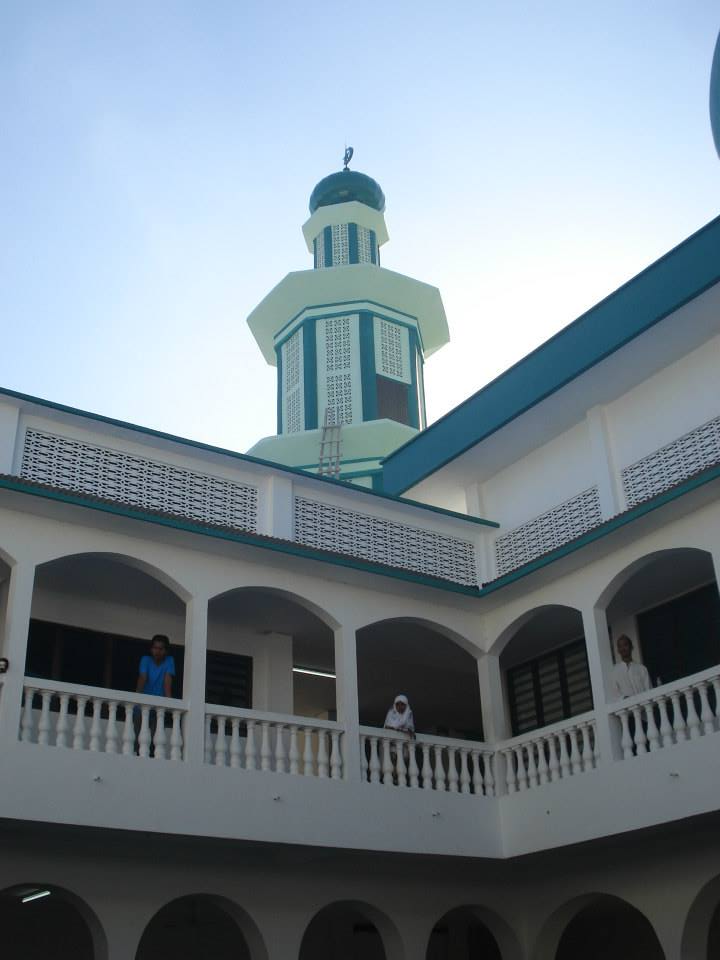
Innenhof der Moschee
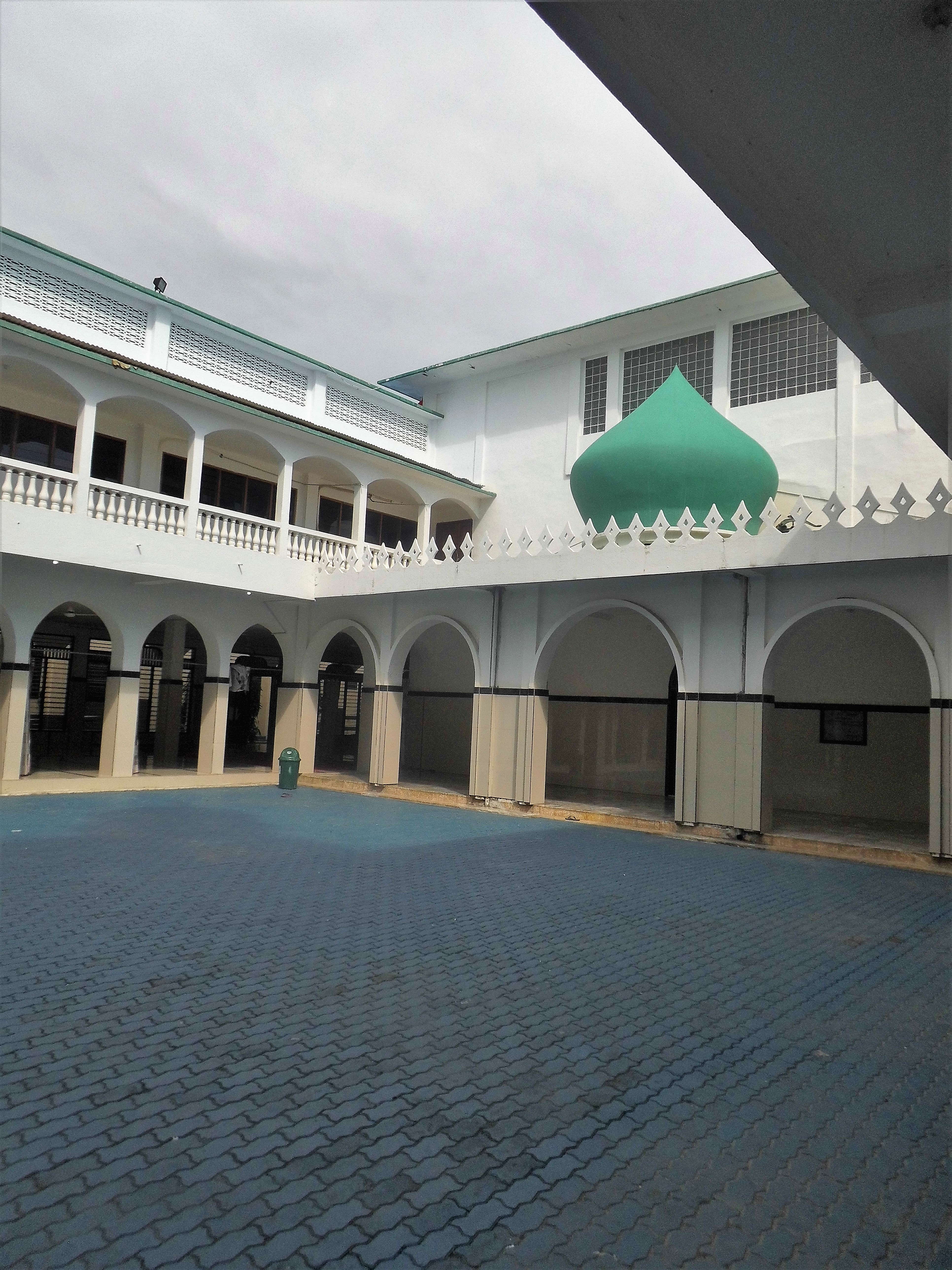
Innenhof der Moschee
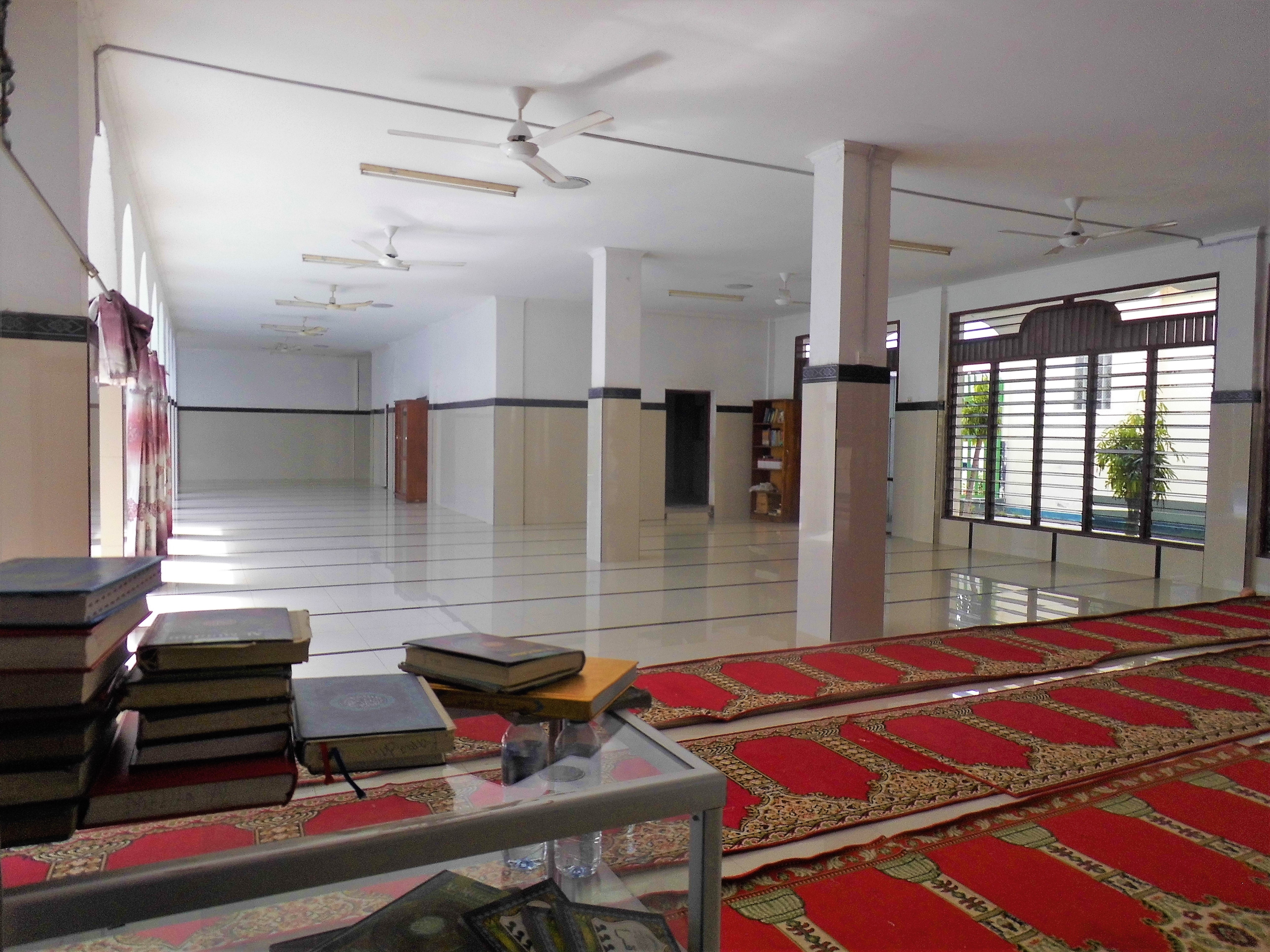
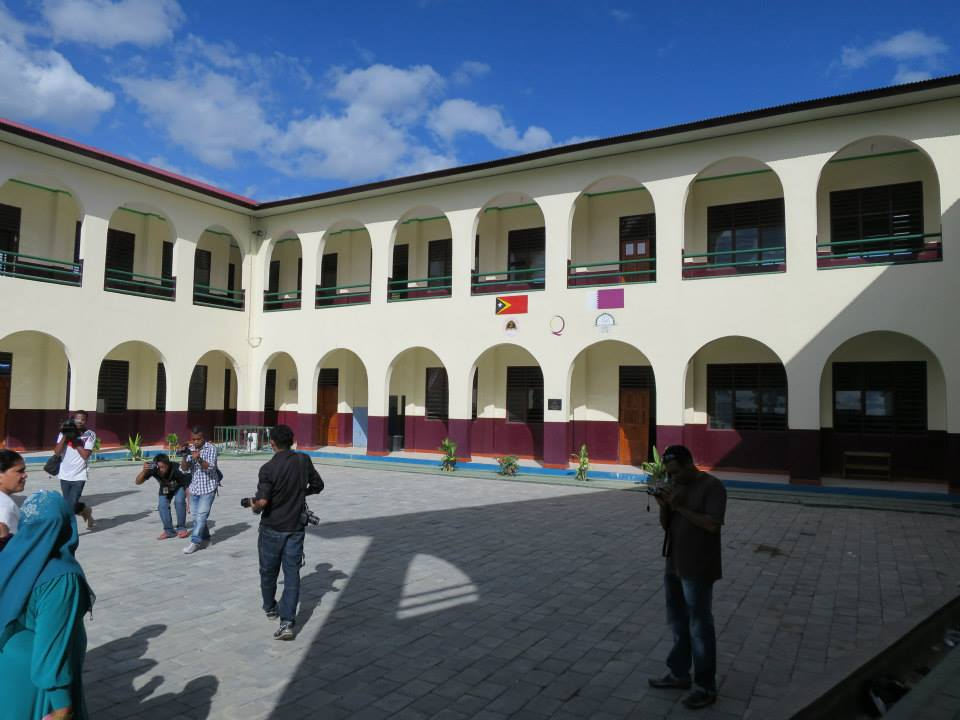
Schule der Moschee